# Pseudolarentia arenaria
Pseudolarentia arenaria är en fjärilsart som beskrevs av W. Warren 1902. Pseudolarentia arenaria ingår i släktet Pseudolarentia och familjen mätare. Inga underarter finns listade.